# Yusuf V.
Yusuf V. († 1463) war Emir von Granada (1445–1446 und 1462).

## Leben
Yusuf V. kam als Enkel von Muhammad V. mit Hilfe des Maurengeschlechts der Abencerrajes in Granada an die Macht, nachdem diese Muhammad IX. ihre Unterstützung entzogen hatten. Allerdings brach das Einvernehmen zwischen Yusuf V. und den Abencerrajes bald wieder, als er sich mit Kastilien verbündete und die Sippen befürchten mussten, dass ihre Macht eingeschränkt werden sollte. Schon 1446 wurde Yusuf V. deshalb gestürzt und durch Muhammad X. (1446–1447) ersetzt, der sich vor allem auf die Sippe der Banigash stützte.
Um 1462 wurde Yusuf V. nochmals von den Abencerrajes zum Emir gegen Abu Nasr Saʿd erhoben. Ihm gelang zwar die Besetzung von Málaga sowie der Einzug in Granada, doch konnte er sich nicht gegen Abu Nasr Saʿd behaupten und musste fliehen.